# Salmace (raccolta)
Salmace è una raccolta di novelle di Mario Soldati, la sua prima opera narrativa, pubblicata nel 1929.

## Le novelle[1]
- Vittoria
- Pierina e l’aprile
- Salmace
- Scenario
- Mio figlio
- Fuga in Francia

## Edizioni
- Mario Soldati, Salmace: novelle, La libra, [S.l.] 1929
- Mario Soldati, Salmace, con una nota di Cesare Garboli, Adelphi, Milano 1993
- Mario Soldati, Salmace, introduzione di Alba Andreini; nota al testo di Stefano Ghidinelli, Oscar Mondadori, Milano 2009